# Иеремия (Соловьёв)
Епископ Иеремия (в миру Иродион Иванович Соловьёв; в схиме Иоанн; 10 [21] апреля 1799, село Георгиевское Ливенского уезда Орловской губернии — 6 [18] декабря 1884, Нижний Новгород) — епископ Русской православной церкви.

## Биография

### До епископской хиротонии
Родился 10 апреля 1799 года в семье сельского причетника Иоанна Яковлевича Соловьёва и его жены Марии Феоктистовны.
Первоначальное образование Иродион (таким именем будущий епископ наречён при крещении) получил, обучаясь на дому. Благодаря хорошему начальному образованию, полученному от родителей, он был принят сразу в 4-й класс Севского духовного училища, в которое поступил в 1810 году.
По окончании Севского духовного училища он поступил в Севскую (Орловскую) духовную семинарию, где учился вместе с Иваном Борисовым — будущим святителем Иннокентием Херсонским. Полный курс семинарии он окончил в сентябре 1819 года со званием студента и был назначен учителем греческого языка и одновременно — инспектором Севского духовного училища.
В 1822 году епископ Орловский Гавриил (Розанов) предложил ему священническую вакансию в Покровской церкви Болхова и дал благословение и билет на брак с избранной невестой. Однако после посещения Болховского монастыря Иродион Соловьёв выбрал иноческий путь: «увидев обитель зеленеющуюся, я пленился ею более, нежели невестою». Вернувшись из Болховского монастыря в Орёл, он подал прошение епископу Гавриилу о вступлении в Площанскую пустынь и вернул брачный билет. Епископ был удивлён желанию Иродиона, но, узнав о давнем желании просителя перейти в иночество, определил его в Брянский Печерский монастырь, где он прошёл через все монастырские послушания. Позднее, в сентябре 1824 года, по распоряжению старца монастыря — иеромонаха Смарагда, с согласия епископа Орловского Гавриила и настоятеля монастыря — игумена Амвросия, и по вызову Комиссии духовных училищ молодой послушник был отправлен для обучения за казённый счет в Санкт-Петербургскую духовную академию.
В день Введения во храм Пресвятой Богородицы, 21 ноября 1824 года, в академической церкви Иродион Соловьёв был пострижен в монашество с именем Иеремия ректором Академии епископом Ревельским Григорием; 25 декабря того же года в Казанском соборе был рукоположён этим же епископом во иеродиакона.
За несколько недель до окончания курса он попросил руководство академии не удостаивать его никакой учёной степени, желая по завершении обучения вернуться в свою келью и продолжить монастырское служение. Но архиепископ Рязанским Филарет, присутствовавший в то время в Святейшем Синоде, узнав о намерении иеродиакона Иеремии вернуться в монастырь, предложил ему на время переселится Псковское подворье на Васильевском острове в Санкт-Петербурге и заняться обучением певчих в церкви Псковского подворья.
14 августа 1827 года архиепископом Филаретом был рукоположён во иеромонаха в церкви Псковского подворья. В это время становится вакантной должность законоучителя во 2-м кадетском корпусе и митрополит Серафим, искавший достойного кандидата на эту должность, предложил занять её иеромонаху Иеремии. Митрополит Серафим, вызвавший его к себе сказал, что тот не должен удаляться в монастырь, а в благодарность за своё обучение в академии должен не менее 4-х лет служить на благо Церкви. Кроме должности законоучителя 2-го кадетского корпуса иеромонах Иеремия занял место настоятеля церкви кадетского корпуса.
В 1828 году причислен к соборным иеромонахам Александро-Невской лавры
7 сентября 1829 года Комиссией духовных училищ переведен из кадетского корпуса на должность бакалавра Санкт-Петербургской духовной академии по классу богословских наук.
Сразу после назначения Иннокентия (Борисова) ректором Киевской духовной академии последовало назначение иеромонаха Иеремии — 4 сентября 1830 года, туда же — инспектором.
Перед отъездом в Киев, 5 октября 1830 года, он был возведён в сан архимандрита епископом Ревельским Никанором в Александро-Невской Лавре.
30 января 1831 года, будучи в Киеве, назначен экстраординарным профессором богословия академии.
В 1832 году инспектировал Орловскую и Воронежскую семинарии с относящимися к ним училищами.
6 июня 1834 года он был утверждён ректором Киевской духовной семинарии и членом духовной консистории, а 21 августа назначен настоятелем Киевского Выдубицкого монастыря.
В 1837 году обозревал монастыри Киевской епархии и назначен председателем Комитета по устроению Киево-Софийского духовного училища.
В 1838 году назначен настоятелем Киево-Братского монастыря. В том же году обозревал Волынскую духовную семинарию.
С 6 ноября 1839 года — ректор Киевской духовной академии.
В 1840 году обозревал Херсонскую и Кишинёвскую семинарии.

### Епископ Чигиринский
В марте 1840 утверждён во епископа Чигиринского, викария Киевской митрополии (Императором Николаем I утверждён соответствующий доклад Святейшего Синода).
3 апреля наречён в сан, а 6 апреля 1841 года хиротонисан во епископа Чигиринского, викария Киевской митрополии, в церкви Киево-Печерской Лавры митрополитом Киевским Филаретом совместно с епископом Харьковским Иннокентием и бывшим епископом Смоленским Иосифом, пребывавшим на покое в Лавре. Примечательно, что в биографических материалах святителя Феофана Затворника указано, что 6 апреля 1841 года инок Феофан был рукоположен преосвященным Иеремией в иеродиакона (монашеский постриг Георгия Говорова в Феофана был совершён Иеремией, ещё архимандритом, несколько ранее — 15 февраля 1841 года). Через некоторое время, 29 июня, он рукоположил в иеромонаха ещё одного выдающегося религиозного деятеля, будущего митрополита, Макария (Булгакова).

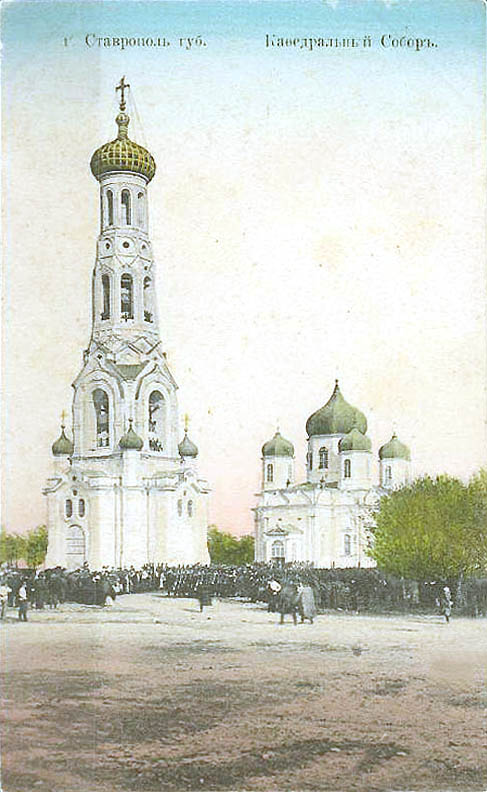
Казанский собор в Ставрополе

### Ставрополь
В начале 1843 года киевский митрополит Филарет писал московскому митрополиту Филарету: «Новый год принес мне болезнь тела и скорбь души, так как отнимается у меня добрый помощник — преосвященный Иеремия».
1 января 1843 года Иеремия был переведён в новоустроенную епархию — епископом Кавказским и Черноморским.
19 марта он отбыл из Киева, в Харькове виделся в последний раз со своим другом преосвященным Иннокентием, 11 апреля в 21:00, в Великую Субботу (накануне Пасхи) прибыл в Ставрополь, а 12 апреля, в день Пасхи, провел своё первое Архиерейское богослужение в Ставрополе.
Кавказская и Черноморская епархия была только что перед этим образована на землях Черноморского (в дальнейшем Кубанского) и Линейного (в дальнейшем Терского) казачьих войск и на не вполне ещё покорённых землях Северного Кавказа, являвшихся зоной активных военных действий. До образования Кавказской епархии, духовенство края принадлежало к Донской епархии, а духовенство Казачьих войск было подчинено обер-священнику Кавказской линии, имевшему резиденцию в Тифлисе.
Начинать деятельность на новом месте Иеремии пришлось практически с нуля: снабжать приходы церковной утварью, богослужебными книгами, антиминсами, миро, богослужебным облачением. В период его управления епархией был сооружён и освящён новый кафедральный Казанский собор; единственный, существовавший в Ставрополе до его приезда, старый кафедральный Троицкий собор был благоукрашен. Также в городе было выстроено и освящено 12 церквей, включая домовые (при архиерейском доме, при военном госпитале, при тюремном замке и при губернской гимназии). В память своих родителей, Иоанна и Марии, преосвященный Иеремия в 1847 году устроил Иоанно-Мариинскую женскую обитель, ставшую впоследствии второклассным монастырём. Им же была открыта Кавказская духовная семинария, причём архиерей, от имени неизвестного благотворителя, пожертвовал на выплату стипендий семинаристам около 10 тысяч рублей серебром.
В 1848—1849 годах он неоднократно обращался в Святейший Синод с прошением об увольнении на покой в Киево-Печерскую лавру из-за любви к уединению, к жизни отшельнической, подвижнический, и, возможно, из-за тех неурядиц, которые встретил он на Кавказе.
Эти неурядицы состояли в том, что полки Линейного казачьего войска комплектовались, в основном, старообрядцами. Старообрядцами были и многие офицеры, выходцы из казаков, Даже наказной атаман войска, генерал-лейтенант Степан Степанович Николаев, как предполагал в своих мемуарах  его сослуживец, генерал Г. И. Филипсон, тайно принадлежал к старообрядцам. Командование Кавказской линии закрывало на это глаза, так как ценило в Линейных казаках, в первую очередь, отважных и смелых солдат. Митрополит Иеремия, напротив, повёл наступление на казаков, чем настроил против себя не только их, но и местное военное командование.
Начальник штаба Кавказской линии полковник (позднее, генерал-лейтенант) Григорий Иванович Филипсон в своих мемуарах писал:

Первым епископом Кавказским и Черноморским был назначен Иеремия, лет 45-ти, человек учёный, строгой монашеской жизни, но желчный, честолюбивый и склонный к фанатизму. Он принялся слишком усердно и резко за благоустройство своей епархии и за обращение иноверцев, чем вооружил против себя особенно раскольников, между которыми были люди почтенные и заслуженные. В Гребенском полку Фроловы и Семёнкины в нескольких поколениях были известны своими военными доблестями и заслугами. Между ними были полковники и один генерал-майор. Новый епископ стал принимать крутые и не совсем разумные меры. Доходило дело до сцен, тем более возбуждавших недовольство казаков, что офицеры их были тоже раскольники, а полковые командиры, хотя из регулярных войск, но или из иноверцев, или по расчёту равнодушно относившиеся к делам веры (...). Ясно, что преосвященный Иеремия не понял положения края, но вместо того, чтобы объяснить ему и иначе направить его деятельность, или, наконец, заменить его другим лицом, (главнокомандующий) князь Воронцов исходатайствовал высочайший указ об изъятии Линейного казачьего войска из епархии и подчинении его снова обер-священнику.
— Г. И. Филипсон. Воспоминания (с 1809 по 1847 год). М., Кучково поле, 2019 год. Стр. 384
Просьбы епископа Иеремии в Святейший Синод касательно возвращения в Кавказскую епархию станичных церквей оставались без удовлетворения. Пребывая в вверенной ему епархии и видя, что дела в отделённых церквях ухудшаются, он, чувствуя свое бессилие, всё чаще и чаще обращается в Синод с просьбой об увольнении его из Кавказской епархии. Так в октябре 1849 года он послал обер-прокурору Святейшего Синода очередную просьбу, в которой высказал решительное намерение удалиться на покой и просил ходатайствовать об этом. Вследствие этой просьбы он был перемещен в Полтаву.
Присоединение (или воссоединение) станичных церквей Терского и Кубанского войск к Кавказской епархии, к которому призывал епископ Кавказский Иеремия, произошло значительно позже — в 1867 году.
О формате управления Иеремией Кавказской епархией свидетельствует и такой эпизод мемуаров Г. И. Филипсона, описывающий событие, послужившее причиной для личной враждебности генерала к епископу:

В день моего приезда произошло несчастное событие: застрелился Николай Жуков. Ему было 22 года; он был неглуп, но ничему серьёзному не учился, был добр и слаб характером. (...) Мы все искренне любили его и его младшего брата. В доме они были у нас как родные дети. (...) О долгах Николая я ничего не знал. (...) Я проводил тело несчастного молодого человека до могилы, которая вырыта была в 50 саженях от ограды кладбища, потому что духовенство не позволило хоронить внутри ограды. Года через два или три после того понадобилось расширить кладбище, и новая ограда назначена дальше могилы Жукова. Архиерей Иеремия хотел выкинуть кости бедного юноши, считая их недостойными покоиться в освящённом месте. И это иерей Бога любви и милосердия!
— Г. И. Филипсон. Воспоминания (с 1809 по 1847 год). М., Кучково поле, 2019 год. Стр. 411
Вообще,  судя по свидетельствам Г. И. Филипсона, епископ Иеремия был бескорыстным, искренне верующим, лично порядочным, но строгим и неуживчивым человеком, не всегда умевшим завоевать симпатии окружающих.

## Полтава
20 ноября 1849 года был назначен епископом Полтавским и Переяславским.
1 января 1850 года, после совершения в Ставрополе божественной литургии и молебна на Новый год, преосвященный Иеремия отправился на новое место службы — в Полтавскую епархию. 12 января он прибыл в Полтаву. Здесь он конфликтовал с привыкшим к роскоши, «превознесенным и разукрашенным отличиями» полтавским духовенством; недолгое служение на этой кафедре он назвал «Крестом Полтавским».
28 июля 1850 года, вновь подал в Синод прошение об увольнении на покой в Киев; в своём дневнике 29 июля написал: «Лучше с черкесами воевать, нежели иметь прю с своими».
В октябре 1850 года, почувствовав «в сердце непреодолимое желание посетить Киев», отправляется в поездку, прибыв в Киев 30 октября. В своем дневнике епископ так описывает эту поездку и пребывание в Киеве: «Пребываю в Киевской лавре у отца-наместника и грущу о том, что должен вскоре оставить сей рай. Высокопреосвященный митрополит неблагосклонно смотрит на моё прошение о том, чтобы провести остаток дней моих иночески в лавре».

### Нижний Новгород
19 декабря 1850 года утверждён епископом Нижегородской епархии; в своем дневнике от 24 декабря 1850 года он записал, что до этого увидел во сне «новый жезл архиерейский в руках своих. Не страннический ли? Жезл виденный очень был мне приятен».
11 января 1851 года покинул Полтаву и отправился на новое место службы в Нижегородскую епархию, по пути посетив Киев, Севск, Орёл, Болхов, Калугу, Москву, Сергиеву лавру.
С 13 по 18 января 1850 года находился в Киеве. 14 января проводил службу в Киево-Печерской лавре. В этот день, 27 лет назад, как писал епископ Иеремия в своём дневнике, родители благословили его в монашество, а сегодня «я прошу благословения у святых отцов на службу на новом поприще».
2 февраля 1850 года, пребывая в Калуге, совершил божественную литургию и молитву совместно с епископом Калужским Николаем.
14 февраля 1850 года прибыл в Нижний Новгород. Служа на новом месте он вступил в конфликт с губернской властью, чрезмерно вмешивавшейся в дела духовные. Губернатором в это время был князь Михаил Урусов — театрал, человек светский в полном смысле этого слова. Порядок богослужений, доходы и имущество городского Спасского Староярмарочного собора контролировались непосредственно губернатором, и в 1852 году Иеремия добился полного подчинения собора епархиальному начальству. В 1854 году Урусов, пытаясь вернуть себе собор, поднял вопрос о средствах на его ремонт, якобы ранее шедший из ярмарочных доходов, но теперь, с переходом его в ведение епископа, губернатор предложил осуществлять ремонт из собственных доходов собора. Синод крайне удивило такое предложение, при том что ярмарочные мечеть и армянская церковь, как и раньше, ремонтировались за счет ярмарочного дохода. Результатом стало скорое удаление Урусова от губернаторства.
Александр Катанский вспоминал:

Много приходилось нам слышать рассказов о его властных действиях в отношении к <…> духовенству и о борьбе его со светскими властями, по поводу их попыток к вмешательству в церковные дела. <…> К обычным <…> слабостям, например нетрезвости, он был даже довольно снисходителен, особенно когда видел раскаяние виновного. Но чего он никогда не прощал и беспощадно карал, — это неповиновение и гордость. <…> У этого Преосвященного, очевидно, была своя, особенная расценка людей — не по годам службы и не по цвету духовенства.— Катанский А. Л. Воспоминания старого профессора. — Н. Новгород, 2010. — С. 61—66. — 432 с.
Очередное прошение в Синод об увольнении он направил 3 мая 1857 года и 17 июня наконец был уволен на покой в Нижегородский Печерский монастырь, где в 1860 году тайно принял схиму с именем Иоанн.
15 февраля 1864 года назначен настоятелем Нового монастыря на Алтае и начальником Алтайской духовной миссии, но к месту назначения по старости не поехал. В 1877 году переселился в Феодоровский Городецкий монастырь, где пребывал несколько лет. Последним местом его проживания был Нижегородский Благовещенский монастырь, где он пребывал в затворе.
Скончался 6 (18) декабря 1884 года в Нижегородском Благовещенском монастыре. Погребён был в правом приделе (южная сторона) Алексеевского храма Нижегородского Благовещенского монастыря.

## Награды
- Орден Святой Анны 2-й степени (1836);
- Орден Святого Владимира 3-й степени (1840);
- Орден Святой Анны 1-й степени (1845);
- Орден Святого Владимира 2-й степени (1848).

## Сочинения
- Изложение христ. учения правосл. католич. Церкви в письмах, извлечениях из творений св. отцов и учителей Церкви, преимущественно свт. Тихона Задонского. — СПб., 1869
- Моление ко св. вмч. и целителю Пантелеимону. — М., 1889
- Сокровища сельских духовных уроков (в извлечении).
- Поучения преосвященного Иеремии … говоренные к нижегородской пастве, с присовокуплением келейных его записок, 1851—1853 года. — Н. Новгород: Изд. свящ. Доримедонта Покровского, 1890. — 284 с.
- Святый Иоанн Креститель, изъяснительные письма // Прибавления к «Церковным ведомостям». — 1890. — № 33. — С 1077—1082.
- Иноческие письма // Душеполезный собеседник. — 1889. — С. 309—312 (также публиковались в этом журнале за годы: 1894—1900,1910—1914).
- Записки преосв. Иеремии (Соловьева), архиеп. Нижегородского (1799—1884), за время бытности его еп. Кавказским и Черноморским в г. Ставрополе в 1846, 1847 и 1848 гг. — Томск, 1901 (также: Томские Епархиальные Ведомости. — 1901. — № 11. — С. 6—17; № 12. — С. 6—18)
- Народная сокровищница духовная. — Орел, 1902

Современные издания:
- Основы духовной жизни в вопросах и ответах, или «Иноческий катехизис» / Еп. Иеремия Затворник. — М.: Изд-во Моск. Патриархии: Благо, [1998?]. — 158 с.
- Господи, дай мне очи видеть Тебя!: основы духовной жизни в вопросах и ответах / еп. Иеремия Затворник (Соловьев). — М.: Изд-во Сестричества во имя свт. Игнатия Ставропольского, 2006. — 686 с. — (Лучшие произведения русской духовной литературы).
- Духовный лечебник, или врачевство духовное, от мира собираемое / Преосвященный Иеремия Отшельник. — М.: Отчий дом, 2010. — 83 с. — (Жизнь в Православной церкви). (впервые издано: М., 1897).